# Serguei Bagapx
Serguei Vassílievitx Bagapx (en abkhaz: Сергеи Багаҧшь ) (4 d'abril de 1949, Sukhumi- 29 de maig de 2011 a Moscou) és el president separatista de la no reconeguda però de facto independent República d'Abkhàzia, que és reconeguda internacionalment de iure com a part de Geòrgia. Fou primer ministre del 1997 al 1999, i fou elegit president el 2005.
Abans del seu nomenament com a primer ministre, Bagapx es dedicà als negocis, fou primer secretari del Komsomol abkhaz i representant permanent del lideratge abkhaz a Moscou, Rússia.
Bagapx dirigeix Abkhàzia en un temps on hi ha un veritable perill de renovació del conflicte amb Geòrgia. Dirigí el país amb el líder separatista, Vladislav Àrdzinba, i fou capaç de dirigir un govern efectiu, ja que té menys poder que els seus antecessors. El president georgià Eduard Xevardnadze afirmà un cop que Bagapx mai passaria cap resolució sense Àrdzinba.
Les tensions amb Geòrgia arribaren al punt més alt el maig de 1998, quan el govern exiliat instal·lat a Tbilisi desplegà forces al voltant de la frontera georgianoabkhaz. Com a resultat del conflicte, conegut col·loquialment com a "Guerra de Sis Dies", 30.000 refugiats georgians travessaren la frontera cap a Zúgdidi. 1.695 cases georgianes foren cremades.
Bagapx era ministre d'energia abkhaz quan començà a ser considerat com a candidat agradable a l'oposició a les eleccions del 2004. El 20 de juliol de 2004, els dos principals moviments de l'oposició, Amtsakhara i Abkhàzia Unida, el nomenaren com a candidat unitari per a les eleccions presidencials d'octubre (no reconegudes per la comunitat internacional), colpejant altres aspiracions, com la del ministre d'exteriors Sergey Shamba. A les eleccions, Bagapx i el seu principal oponent, Raul Khadjimba, disputaren els resultats. La Comissió Electoral Abkhaza declarà d'antuvi Khadjimba guanyador, amb Bagapx a força distància però la Cort Suprema declarà més tard que Bagapx havia guanyat amb el 50,3% dels vots. La Cort revisà més tard aquesta decisió després que els partidaris de Khadjimba assaltessin l'edifici. Aleshores, Bagapx i els seus partidaris amenaçaren de proclamar el nou govern unilateralment el 6 de desembre de 2004. Tanmateix, a començaments de desembre, Bagapx i Khadjimba arribaren a un acord per a formar un govern d'unitat nacional. Se celebraren noves eleccions el 12 de gener de 2005, i mercès a l'acord Bagapsh fou escollit i Khadjimba vicepresident.
El 29 de maig de 2011 va morir a Moscou mentre se sotmetia a una operació quirúrgica durant la qual van sorgir complicacions.